# Núñez (Buenos Aires)

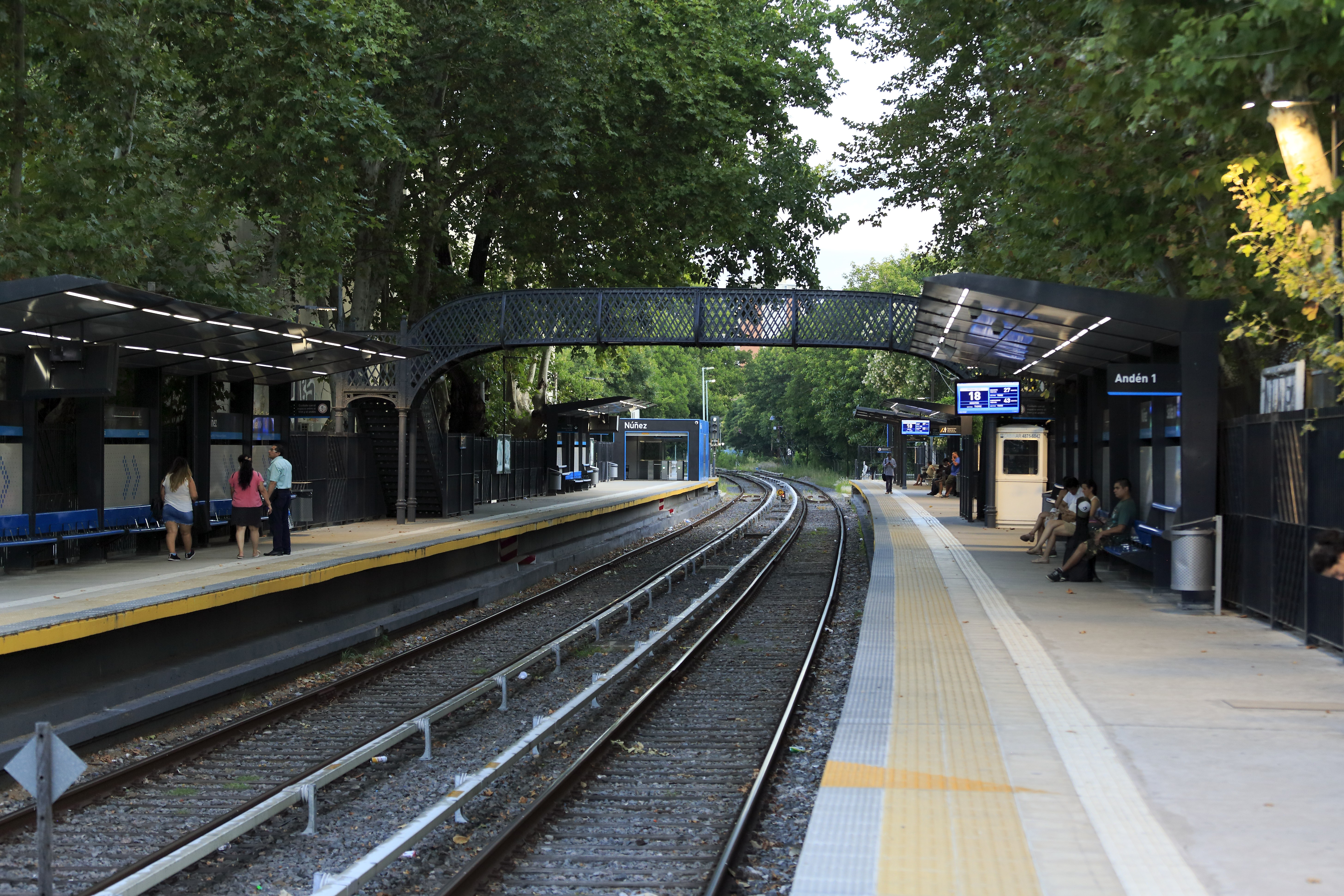
Estación Núñez del ramal Retiro-Tigre del FCGBM

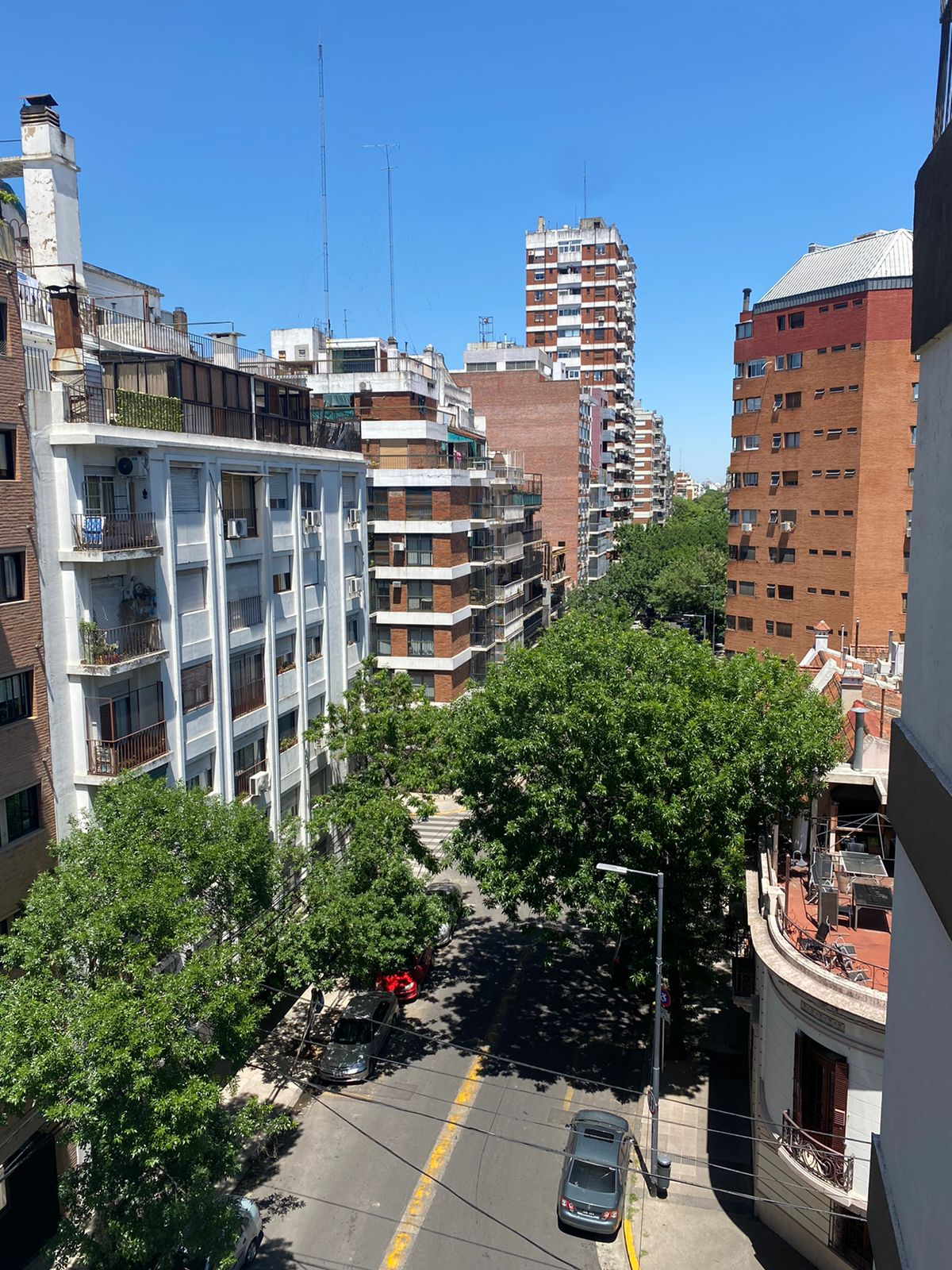
Calle Quesada del barrio de Núñez

Núñez es un barrio ubicado en la Comuna 13, en la zona norte de la Ciudad Autónoma de Buenos Aires, en Argentina. 
Limita con los barrios de Saavedra y Coghlan al oeste, Belgrano al sur, el Río de la Plata al este, y el partido de Vicente López al norte.

## Historia
El original pueblo (actual barrio) fue fundado por el hacendado y empresario Florencio Emeterio Núñez, el domingo 27 de abril de 1873 — conjuntamente con el pueblo (y también actual barrio) de Saavedra — y fue también quien donó tierras para el trazado de las vías férreas y la estación del tren — inicialmente de construcción de madera pero reemplazada en 1888, por otra de material — .
Con el inicio del funcionamiento de un tren especial que partió a las 11 de la mañana de un día domingo desde la estación 25 de Mayo, conduciendo unas 2.000 personas que habían decidido radicarse en esa zona, fueron recibidos por el propio fundador inaugurando el proceso con brindis y fiesta que duró unas 15 horas. Después de eso, las tierras fueron fragmentadas y parceladas, y así comenzaron a construirse las primeras edificaciones; por esa razón la estación y el barrio tomaron su nombre. 

## Datos de interés
La zona tiene abundantes edificios de gran tamaño con departamentos y una alta actividad comercial, especialmente en la Avenida Cabildo y la Avenida del Libertador. 
Existen dos plazas principales: Plaza Balcarce y Plaza Félix Lima (Con juegos y cancha de básquet). Entre la Avenida del Libertador y la orilla del río, hay grandes áreas al aire libre, donde existen clubes deportivos. 
Muchos creen que el famoso Estadio Monumental está en Núñez — donde se jugó el Mundial de Fútbol de 1978 y donde juega como local el Club Atlético River Plate, y también lo hace habitualmente la selección argentina de fútbol — cuando en realidad está en Belgrano. Cuenta también con la presencia del Club Atlético Defensores de Belgrano, con ubicación en el Bajo Nuñez en la esquina de Avenida del Libertador y Avenida Comodoro Rivadavia.
Además Núñez tiene muchos otros espacios verdes menores, que se encuentran dispersados por todo el barrio.
Actualmente esta zona está pasando por un proceso de superpoblación habitacional dado que representa un atractivo inmobiliario importante. Es una zona, que se caracteriza por un estilo unificado de casonas antiguas, muchas de las cuales se han fraccionado para dar lugar a viviendas tipo PH (propiedad horizontal) compartidos, muy populares en la actualidad.
Cuenta con 3 estaciones de servicio:
- Estación de servicio Shell, una en Avenida Cabildo y calle Deheza, otra en Avenida Comodoro Rivadavia y Avenida del Libertador.
- Estación de servicio YPF una entre Avenida Cabildo y calle Juana Azurduy.

## Principales edificios
- El Club Ciudad de Buenos Aires

- Estadio Obras Sanitarias

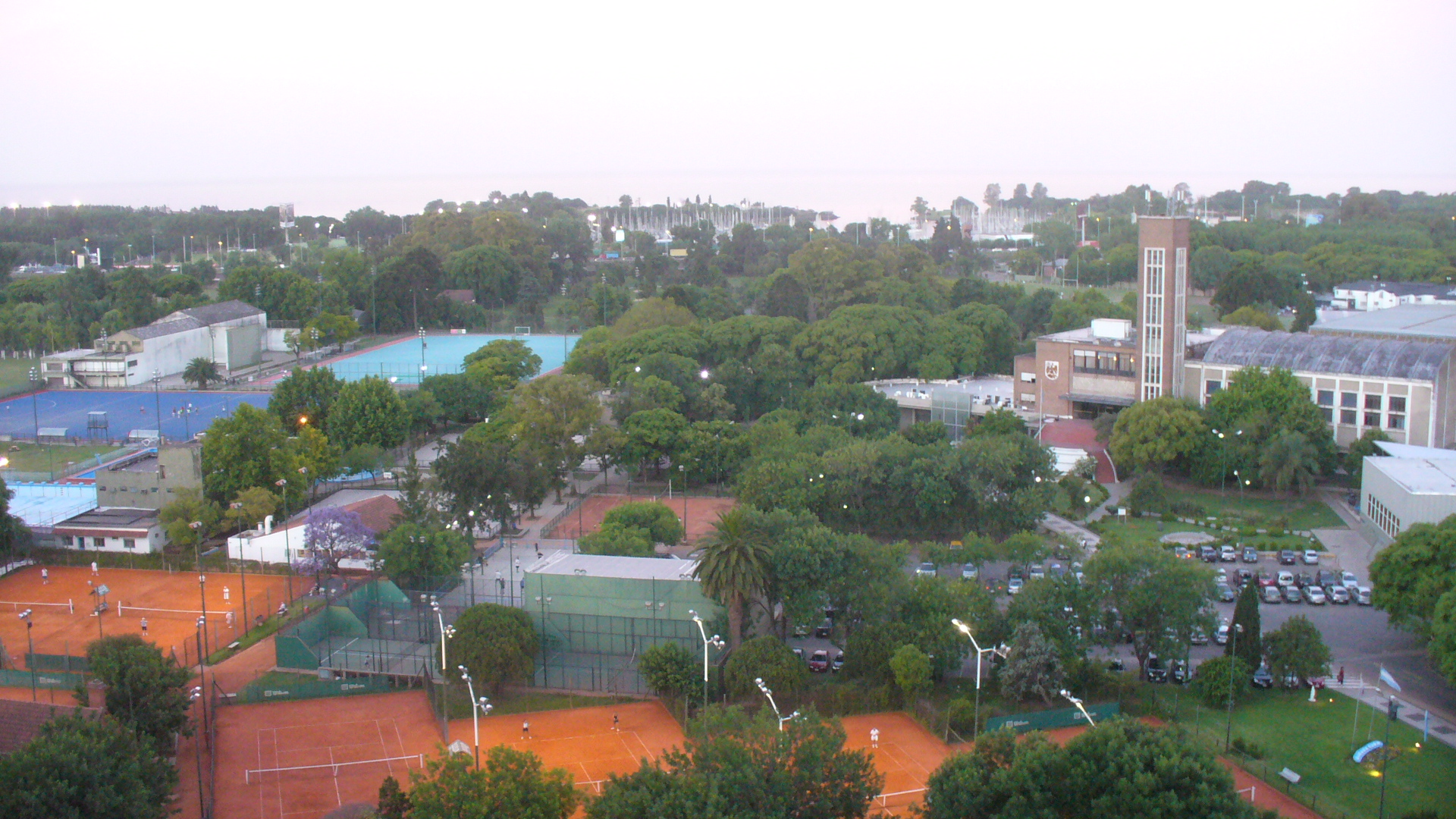
Club Ciudad de Buenos Aires

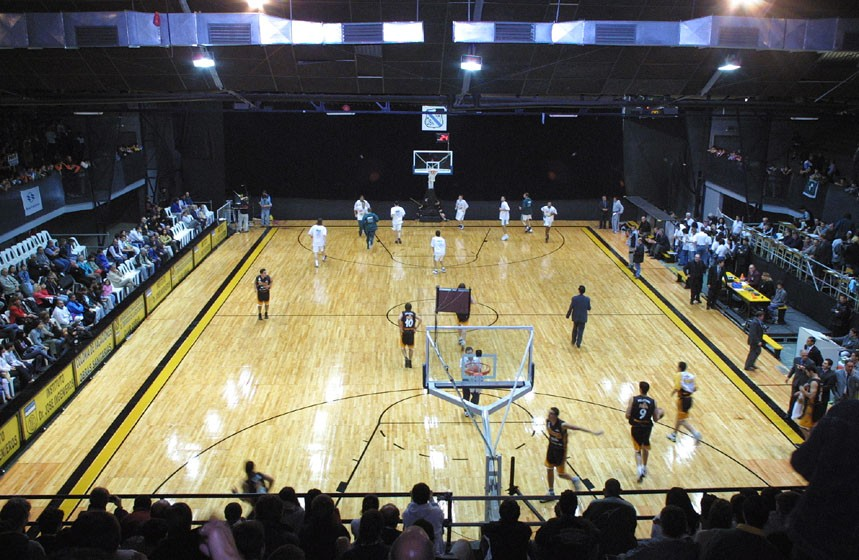
Estadio Obras Sanitarias

- La ex Escuela de Mecánica de la Armada (ESMA), actual "Espacio para la Memoria y para la Promoción y Defensa de los Derechos Humanos".

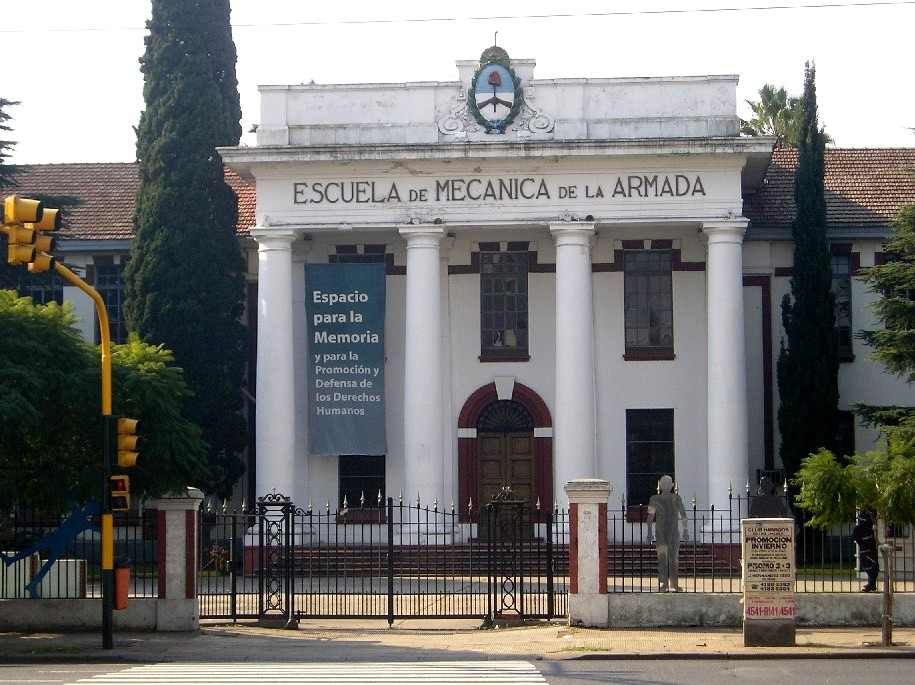
ESMA

- La Comisión Nacional de Energía Atómica
- Las Escuelas Raggio.
- El Centro Nacional de Alto Rendimiento Deportivo (CeNARD).

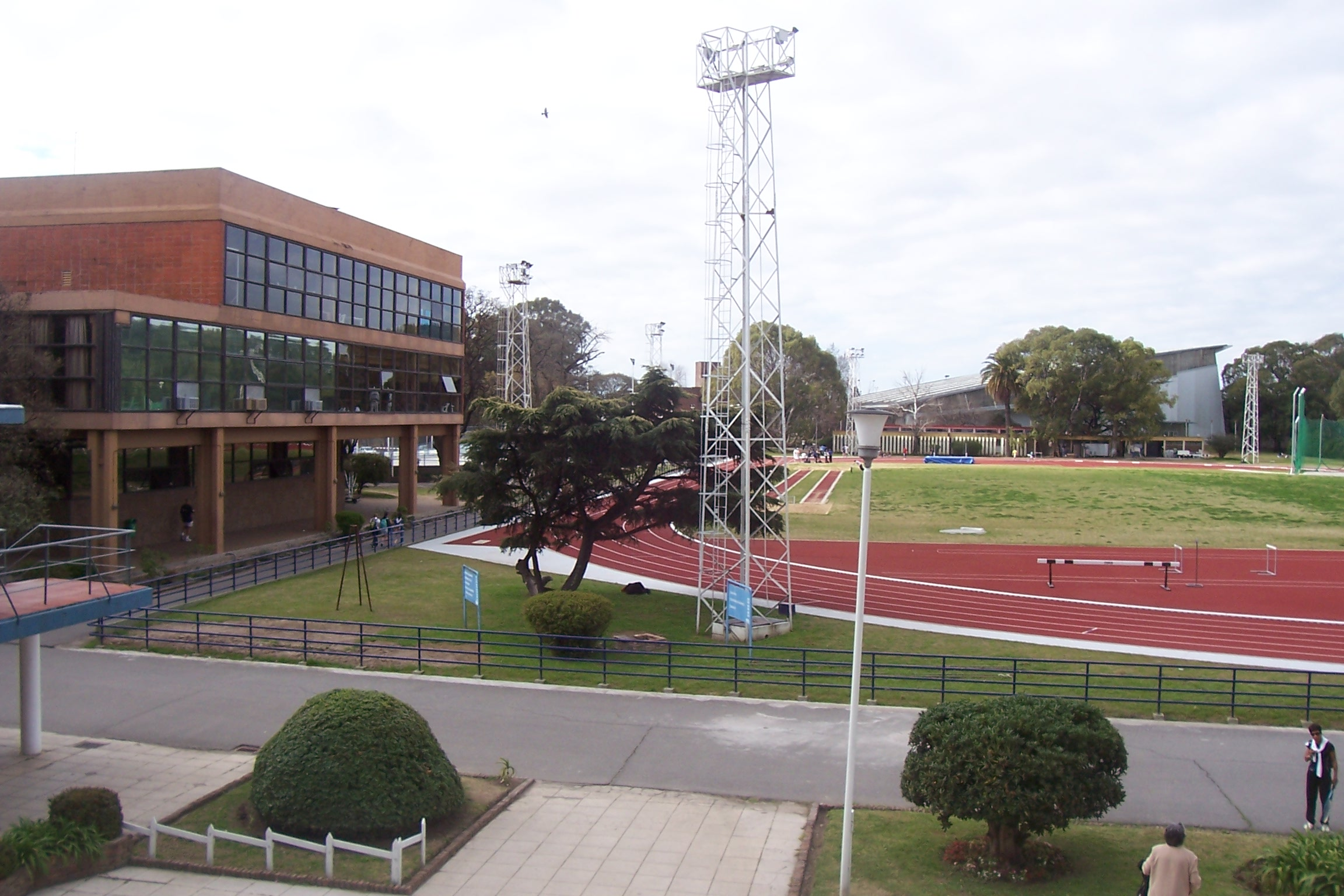
CeNARD

- El Club Atlético Defensores de Belgrano
- El Chateau Libertador Residence (Edificio de 40 pisos de estilo francés)
- El Tiro Federal Argentino (Histórica institución de tiro de la Argentina)
- El Parque de los Niños

## Plazas y plazoletas
- "Plaza Balcarce": Se encuentra ubicada en la Avenida Cabildo y la calle Jaramillo. En el centro de la plaza se encuentra la escultura denominada "El hombre y sus pasiones", obra realizada en Turín, Italia en el año 1912 por el escultor Santiago César.
- "Plazoleta Adán Quiroga": En esta plazoleta se encuentra el "Monumento a los cuatroscientos años de la fundación de Buenos Aires", obra de la escultora argentina Lucia Pacenza.
- "Plazoleta Francisco Ramírez": Se encuentra ubicada en la continuación de la calle Moldes, en su intersección con el "Polideportivo Centro Deportivo Manuela Pedraza", en el antiguo predio del Club Platense.
- "Plaza Félix Lima": Está ubicada en las calles Arcos y Ramallo. Esta plaza ocupa una manzana y está en lo alto de una barranca, cuenta asimismo con bonitas palmeras.